# Master-Slave-Steckdose

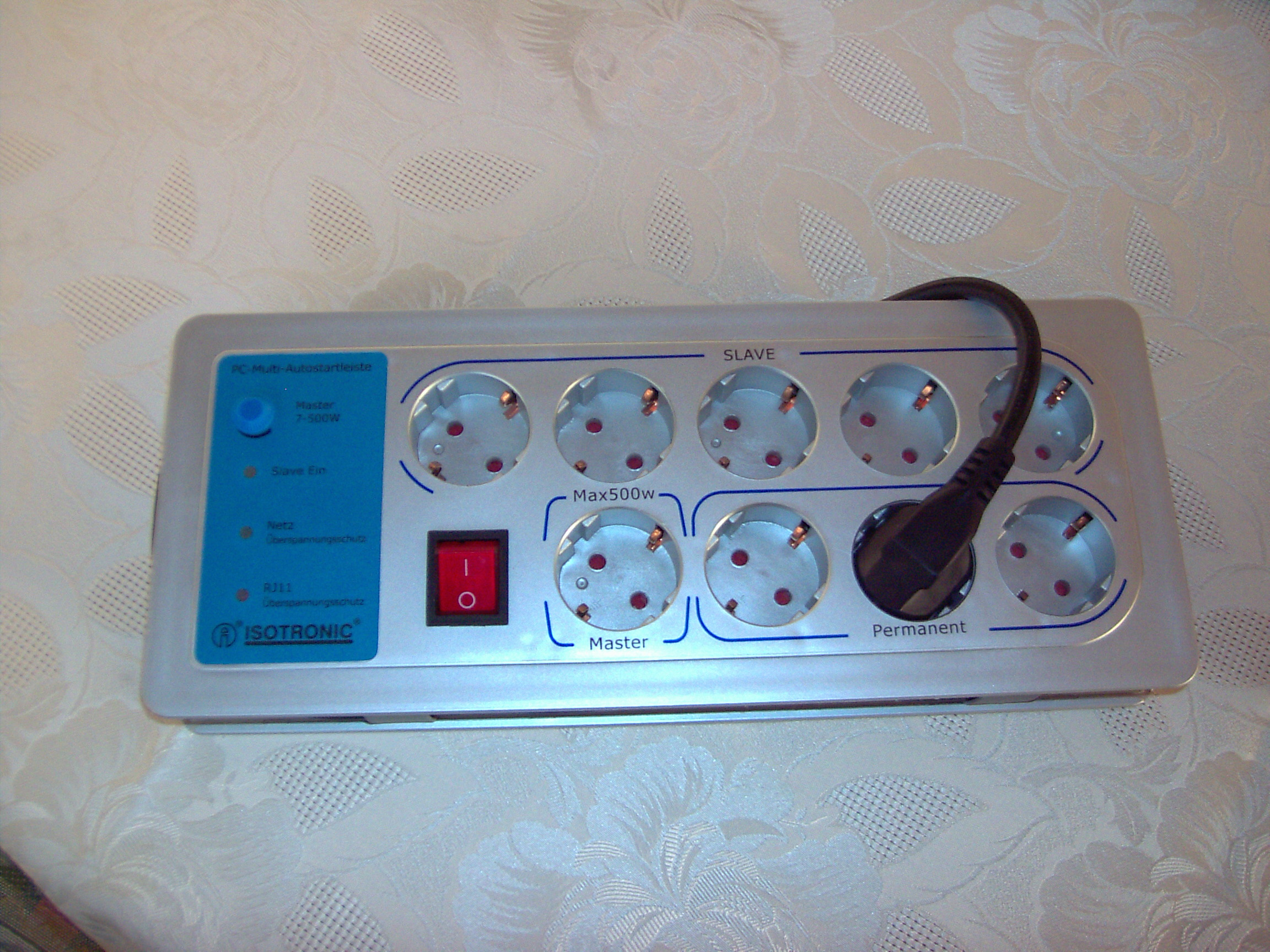
Master-Slave-Steckdosenleiste mit Permanentsteckern

Eine Master-Slave-Steckdose ist eine Steckdosenleiste, welche die Slave-Steckdosen einschaltet, wenn der entnommene Strom an der Master-Steckdose einen gewissen Schwellenwert überschreitet.
Sie werden zum Komfortgewinn eingesetzt, um mit einem Gerät weitere Geräte einzuschalten. Früher sparte dies auch Energie ein, heute ist der Standbyverbrauch durch die Ökodesign-Richtlinie der EU vernachlässigbar.

## Steuerung
In Master-Slave-Steckdosen ist eine elektronische Schaltung mit zugehörigem Netzteil eingebaut. Eine Schaltung erfasst den Strom, der über die Master-Steckdose fließt. Erst wenn ein bestimmter Grenzwert der Stromstärke überschritten wird, schaltet sie die Slave-Steckdosen ein. Wenn der Grenzwert wieder unterschritten wird, schaltet sie die Slave-Steckdosen aus. Typischerweise wird der Schaltgrenzwert bei einer Leistung von 10 bis 15 Watt erreicht. Die über die Master-Steckdose entnehmbare Leistung ist in der Regel eng begrenzt, beispielsweise auf 500 Watt.
Es gibt auch USB-Master/Slave-Steckdosen, die einschalten, wenn der USB-Stecker mit Strom versorgt wird, und solche, die man mit entsprechender Software über den USB-Port steuern kann.
Bei einigen Master-Slave-Steckdosen kann der Schaltgrenzwert eingestellt werden. Dies ermöglicht ihre Anpassung an Geräte, die besonders wenig Energie verbrauchen oder selbst dann viel Energie verbrauchen, wenn sie ausgeschaltet sind.
Einige Modelle sind zusätzlich mit einfachen Steckdosen ausgestattet, die unabhängig vom Master immer funktionieren. Manchmal ist auch ein Schalter vorhanden, mit dem man die Master-Slave-Funktion abschalten kann und so eine gewöhnliche Mehrfachsteckdose erhält.

## Energieverbrauch
Die Master-Slave-Steckdose selbst benötigt zumeist eine relativ geringe Leistung, sie sollte unter 0,9 W liegen, um die Steuerelektronik zu versorgen. Da der Stromverbrauch älterer Geräte im Bereitschaftbetrieb oft deutlich über dem Eigenverbrauch der Master-Slave-Steckdose liegt, sparte diese früher Energie, sobald ein weiteres Gerät betrieben wird.
Durch eine Master-Slave-Steckdose wird allerdings mehr Energie verbraucht als mit einer konsequent angewandten Mehrfachsteckdose mit eingebautem Schalter. Letztere verbraucht in ausgeschaltetem Zustand keine Energie für das Hauptgerät und die Steckdosenleiste selbst und ist in der Regel im Einkauf günstiger.
Die Master-Slave-Steckdose wird allerdings zu einer automatischen und deshalb bequemeren Alternative und ist auch ökologisch und ökonomisch immer optimal, wenn vor der Master-Slave-Steckdose zusätzlich eine (mit einer Taste zu programmierende) "Steckdose mit automatischer StandBy-Erkennung" verwendet wird, die den StandBy-Verbraucher und sich selbst nach einer Minute abschaltet; erst nach Drücken eines Tasters wird diese wieder bestromt.
Wird beim Master-Gerät eine Stand-By-Funktion gewünscht, weil das Gerät zeitgesteuerte Aktionen durchführen kann, ist eine Master-Slave-Steckdose eine optimale Ergänzung, um benötigte Zusatzgeräte einzuschalten. Beispiele: HD-SAT-Receiver schaltet Festplatte hinzu oder ein Videorecorder schaltet einen DVB-Empfänger hinzu. Suboptimal wäre es in diesem Fall, zusätzlich einen Fernseher über eine Slave-Steckdose einzuschalten – dieser gehört besser an eine schaltbare Mehrfachsteckdose.
Ein weiterer Anwendungsfall wäre ein PC, der als Master, und dessen zugehörige Geräte, welche als Slave eingesteckt werden. So schalten sich bspw. Bildschirme, Lautsprecher und Drucker zusammen mit Inbetriebnahme des Rechners an und wieder aus.